# Pinnekjøtt

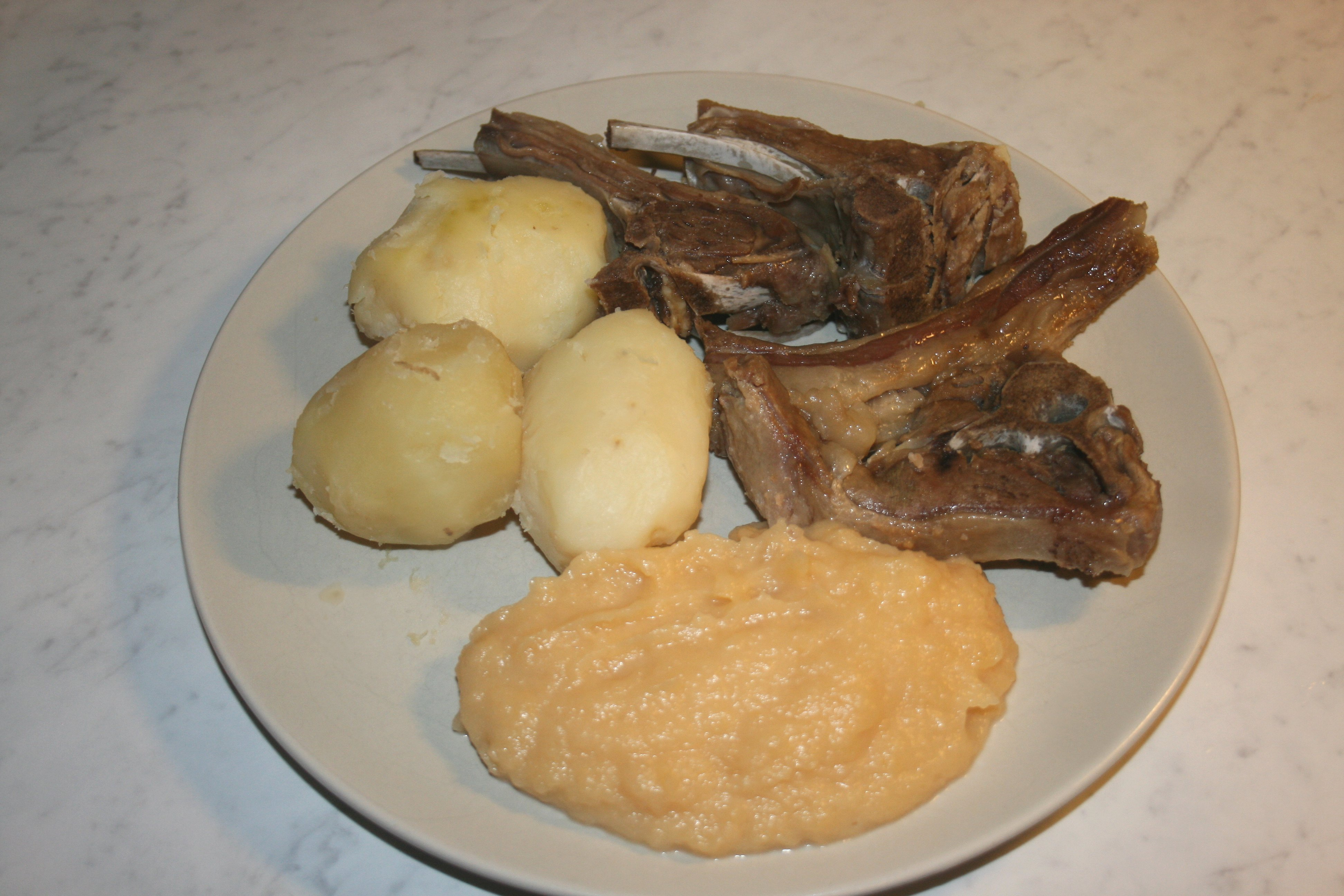
Pinnekjøtt con guarnición.

El pinnekjøtt (literalmente 'palo de carne') es un plato tradicional de Navidad en el oeste de  Noruega.  El pinnekjøtt es comida curada en salazón y a veces secada, como las costillas de cordero ahumadas, que se cocinan al vapor, generalmente, sobre ramas de abedul, y se sirven con patatas y puré de colinabo. Las bebidas que tradicionalmente acompañan al pinnekjøtt son la cerveza y el akvavit, pero desde que se ha popularizado el vino tinto, cada vez es más habitual beberlo con este plato. A pesar de que se sirve sólo en las partes más occidentales de Noruega ("Vestlandet"), el pinnekjøtt está ganando popularidad igualmente en otras partes del territorio del país.